# Maïka P
Maïka P est une chanteuse française de dance et electro. Elle s’est fait connaitre avec le titre Embrasse-moi en 2009.
Avant de connaître un succès en radio et dans les clubs de l’hexagone avec les titres Embrasse Moi et Sensualité, Maïka P s'est révélée en 2009, lors d’une tournée estivale à l’étranger, lorsqu’elle a rencontré un jeune producteur français qui lui fait part de son dernier projet musical. Le courant est passé entre les deux artistes et se sont ensuivies des heures en studio. Le projet Maïka est donc ainsi né.
Après, elle sort en avril 2010 le titre Sensualité qui fait un buzz sur internet et qui est un hit dance 2010. Maïka P. est assimilée au genre musical appelé "nouvelle French Touch" propulsé par des radios reputées dans le milieu comme Radio FG ou Contact FM et qui a acquis un véritable succès commercial grâce à la radio nationale Fun Radio. Ce genre musical est également assimilé au groupe de musique Ocean Drive, Ame Caleen (et sa chanteuse Audrey Valorzi) ou bien Hold-Up.

## Singles

### Classements
| Titre        | France Top 50 | France Club 40 | Belgique Wallonie Ventes singles | Année |
| ------------ | ------------- | -------------- | -------------------------------- | ----- |
| Embrasse-moi | 21            | 11             | 13                               | 2010  |
| Sensualité   | _             | 38             | _                                | 2010  |